# 梁祝文化公园
梁祝文化公园是中国浙江省宁波市一处以梁祝传说为主要内容的主题公园，为中国大陆首座爱情主题公园。公园位于海曙区高桥镇，以原梁山伯墓和梁山伯庙为基础兴建，开园于1999年。2010年10月底，公园开始扩建，并于2012年11月重新开放。

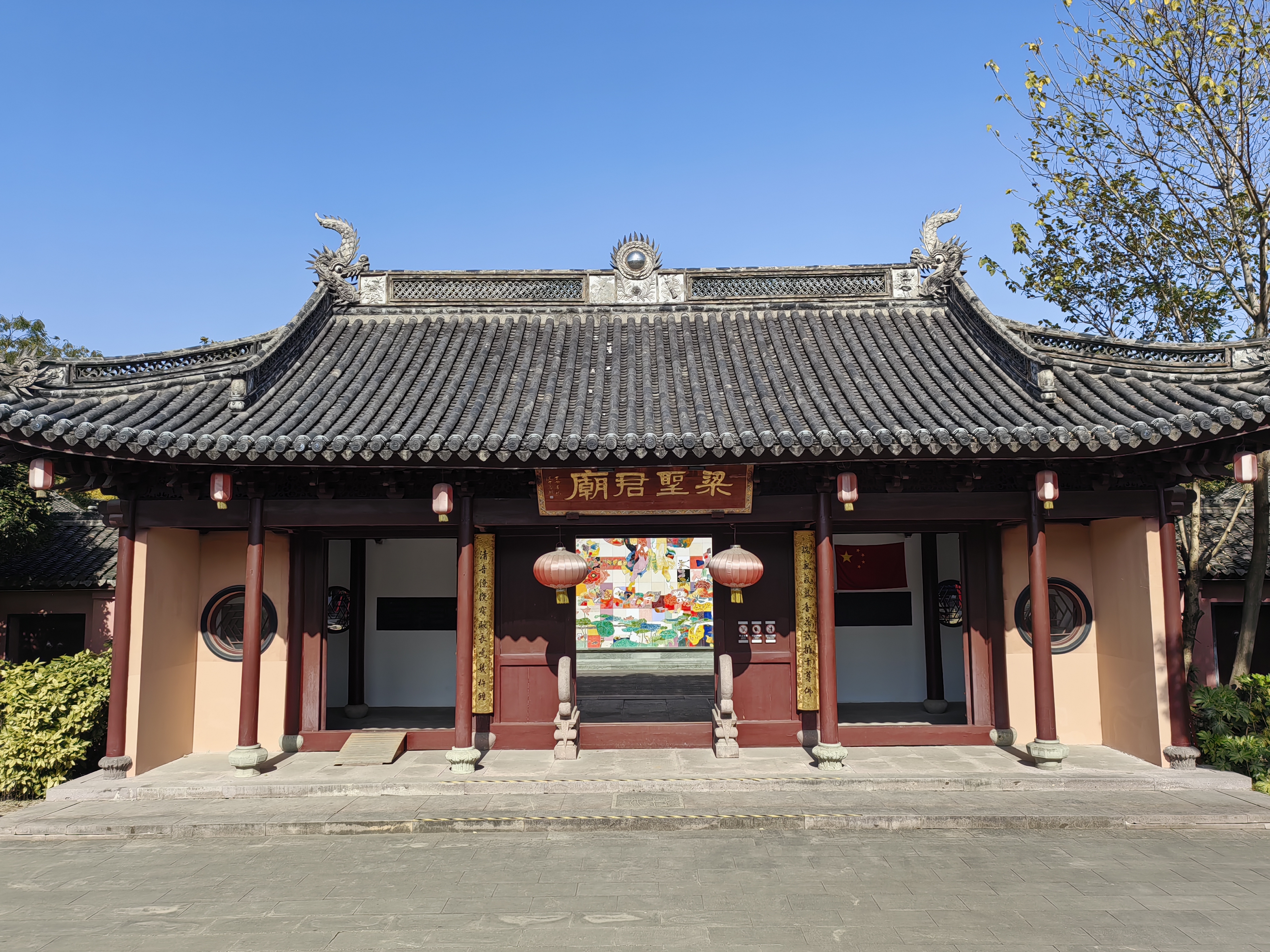
梁圣君庙
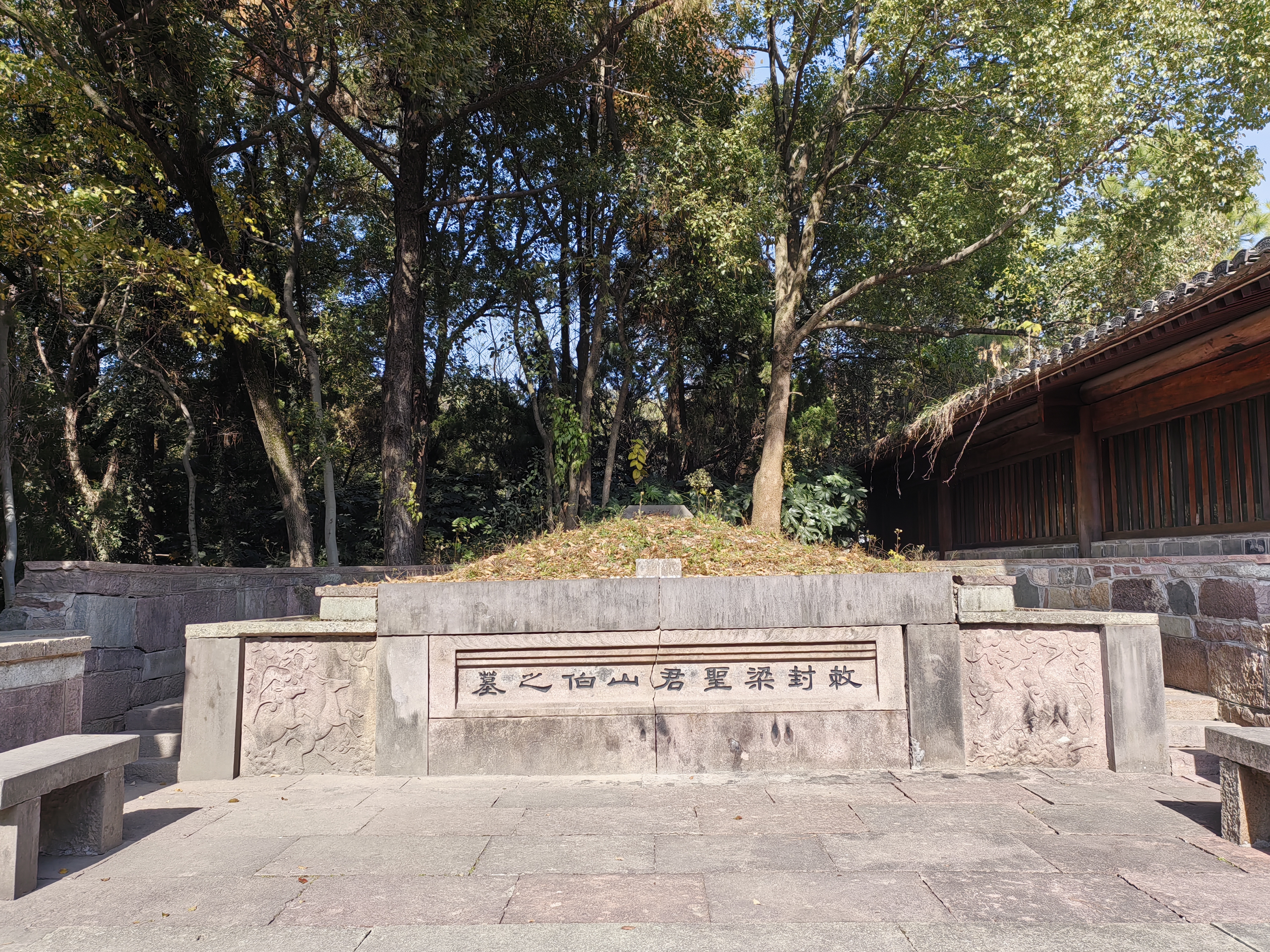
梁祝合墓